# Уолтон, Дэвид
Дэ́вид Уо́лтон (англ. David Walton; род. 27 октября 1978, Бостон, Массачусетс) — американский актёр, кинопродюсер и певец.

## Биография
Дэвид родился в семье Кэролин К. Уолтон и Джона Хантера Уолтон младшего. У него есть четыре сестры: Фрэнси Карлен, Дженнифер Бурк, Хилари Леман и Аманда Уолтон и два брата: Уилл Хови и Берр Хови. Дэвид Уолтон учился в частной начальной школе для мальчиков «Dexter School» в Бруклине. В 1997 году закончил частную епископальную школу-интернат «St. Paul's School» в небольшом городе Конкорде штата Нью-Гэмпшир. В 2001 году Уолтон окончил Брауновский университет в Провиденсе. Учился в театральных школах в Нью-Йорке и в Лондоне. Затем с 2002 года Уолтон начинает сниматься в фильмах и сериалах.

## Личная жизнь
18 марта 2011 года Дэвид Уолтон женился на актрисе Махандре Дельфино, свадьба проходила в Майами. 14 июня 2012 года у супругов родилась дочь Сесилия Дельфин Уолтон (англ. Cecilia Delphine Walton), 10 ноября 2013 года — сын Луис Август Уолтон (англ. Louis Augustus Walton).

## Фильмография
| Год       | Название                      | Персонаж                               |
| --------- | ----------------------------- | -------------------------------------- |
| 2002      | Fighting Still Life           | Эрик (короткометражка)                 |
| 2004      | Однажды в США                 | Джон Пелуссо                           |
| 2004-2006 | Нахваливание                  | Лиам Коннор                            |
| 2005      | Запах новой машины            | Дэйв                                   |
| 2006-2007 | Везунчик Сэм                  | Марко                                  |
| 2006      | Грабеж (сериал)               | Рики Вотман                            |
| 2007-     | Четверть жизни                | Дэнни                                  |
| 2007      | The World According to Barnes |                                        |
| 2008-2012 | В простом виде                | Вилли Рэбсон                           |
| 2009      | Зажги этим летом!             | доктор Рик                             |
| 2009      | Bent (короткометражка)        | Сэм (а также продюсер)                 |
| 2010-2015 | Родители                      | Уилл Фримэн (из сериала «Мой мальчик») |
| 2010      | 100 вопросов (сериал)         | Уэйн                                   |
| 2010      | Бурлеск                       | DJ Марк                                |
| 2010-2011 | Идеальные пары                | Вэнс                                   |
| 2011-2013 | Счастливый конец              | Генри                                  |
| 2011-     | Новенькая                     | Сэм Свини                              |
| 2012      | Склонность (сериал)           | Пит Риггинс                            |
| 2012      | Oh Fuck, It's You             | Ник                                    |
| 2013      | Преображение                  | Эллиот Дулиттл                         |
| 2014-2015 | Мой мальчик                   | Уилл Фримэн                            |
| 2014      | Переломный момент             | Даррен                                 |
| 2014      | Думай как мужчина 2           | Террелл                                |
| 2017      | 9J, 9K и 9L                   | Эндрю Робертс                          |